# Kurt Frankenstein
Kurt Frankenstein (geboren am 17. Oktober 1877 in Landeshut; gestorben am 16. Mai 1937 in Bonn) war ein deutscher Gynäkologe, Geburtshelfer und Chirurg.

## Leben
Kurt Frankenstein wurde 1877 als jüngstes von drei Kindern des aus Landeshut stammenden Louis Frankenstein und seiner Frau Hulda geboren. Nach seinem Schulabschluss begann er ein Studium der Medizin und spezialisierte sich auf die Frauenheilkunde und Geburtshilfe. Er promovierte 1900 in München mit dem Thema „Zum Bau der normalen Uterusschleimhaut“. Nach der Promotion absolvierte er einen zweijährigen Militärdienst und arbeitete danach als 1. Assistent an der Universitätsklinik in Kiel.
1907 erhielt er eine Anstellung als Chefarzt der Gynäkologischen Klinik in Köln-Kalk. Seine Forschungsergebnisse publizierte er regelmäßig, unter anderem in der Monatsschrift für Geburtshilfe und Gynäkologie, in der Wiener Medizinischen Wochenschrift, in der Deutschen Medizinischen Wochenschrift, dem Zentralblatt für Chirurgie, in der Nederlands tijdschrift voor geneeskunde oder dem Zentralblatt für Gynäkologie. Um 1910 konvertierte er zum evangelischen Glauben und ließ sich taufen.
Im Oktober 1913 heiratete er in Köln die aus Berlin stammende Susanne Margarethe Edel. Ein Jahr später wurde der gemeinsame Sohn Joachim, 1919 die Tochter Maria geboren.
Im Ersten Weltkrieg wurde er zum Militärdienst eingezogen. Für seine Verdienste im Feld erhielt er mehrere militärische Auszeichnungen, unter anderem das Eiserne Kreuz II. Klasse. Kurt Frankenstein wurde als Stabsarzt der Reserve aus dem Militärdienst entlassen.
Nach dem Ende des Ersten Weltkrieges ging er nach Köln zurück und setzte seine berufliche Tätigkeit im Evangelischen Krankenhaus Kalk fort. Nach der Machtergreifung der Nationalsozialisten wurde er von der Krankenhausleitung am 3. Mai 1933 aufgefordert, seine Entlassung einzureichen. Begründet wurde die Aufforderung damit, dass man sich der „Zeitströmung nicht entgegenstellen könne, ohne den Interessen des Krankenhauses zu schaden“. Trotz der Erwiderung Frankensteins, dass er evangelisch getauft sei, militärische Auszeichnungen im Ersten Weltkrieg erhalten habe und in einer Einrichtung der evangelischen Kirche beschäftigt sei, so dass die Bestimmungen des am 7. April 1933 erlassenen Gesetzes zur Wiederherstellung des Berufsbeamtentums nicht auf ihn angewendet werden können, wurde er entlassen. Frankensteins Einspruch gegen seine Entlassung beim Evangelischen Oberkirchenrat in Berlin und beim Generalsuperintendent der Rheinischen Provinzialkirche blieb erfolglos.

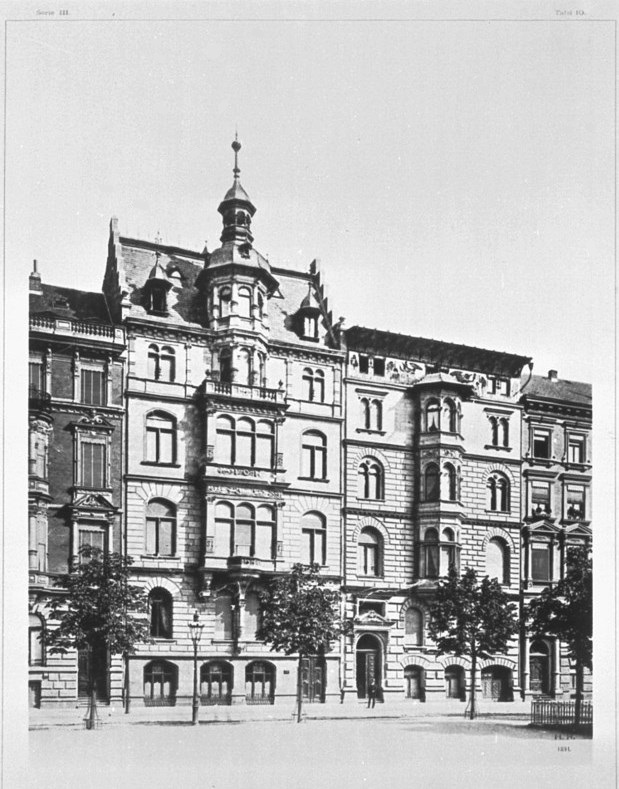
Wohnhaus der Familie Frankenstein, Kaiser-Wilhelm-Ring 24

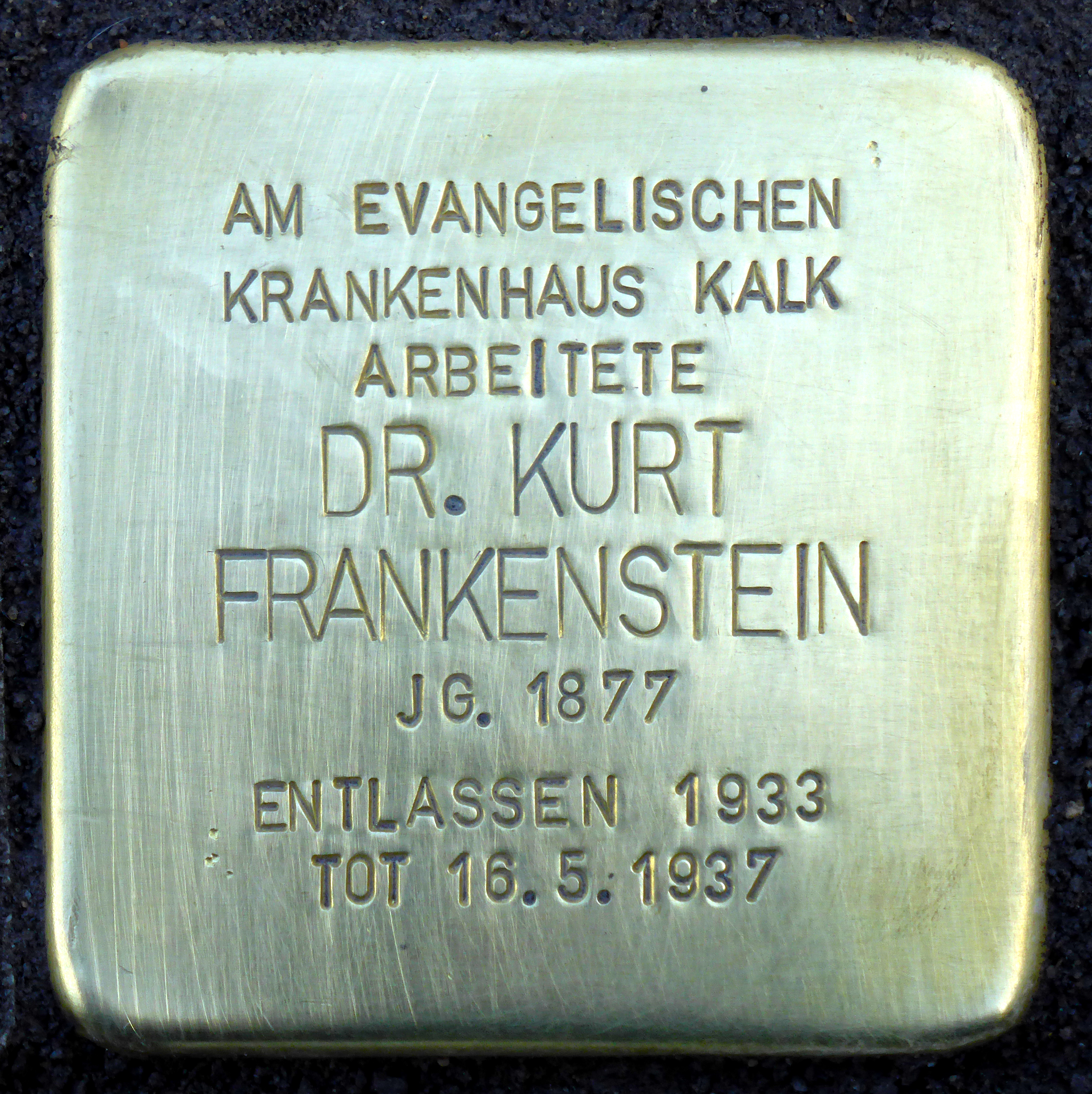
Stolperstein vor seiner Wirkungsstätte dem Evangelischen Krankenhaus Kalk

Die Arbeitsmöglichkeiten für Ärzte „nicht-arischer Abstammung“ wurden zunehmend eingeschränkt, Krankenkassen erstatteten keine Rechnungen mehr, so dass die Ärzte auf Privatpatienten angewiesen waren. Kurt Frankenstein richtete eine Privatpraxis im Wohnhaus Kaiser-Wilhelm-Ring 24 ein, wo er bis zu seinem Tode praktizierte. Er starb im Alter von 59 Jahren an einer Sepsis am 16. Mai 1937 in Bonn und wurde am 22. Mai 1937 auf dem  Kölner Westfriedhof beigesetzt.
Kurt Falkenstein war ab 1912 aktives Mitglied der Schlaraffia. Als Ritter Pantopon der Wehenwütige war er Oberschlaraffe des Innern, Ehrenritter des hohen Reyches Elberfeldensis und Stifter der Pantopon-Humpen in Köln und in Wuppertal. 1933 wurde er gemeinsam mit den anderen 13 jüdischen Mitgliedern aus der Schlaraffia Colonia Agrippina ausgeschlossen. Er engagierte sich im Zusammenschluss nichtarischer christlicher Frontkämpfer. Im Juni 1934 übernahm er die Leitung der Kölner Gruppe dieser Vereinigung.

## Gedenken
Vor dem ehemaligen Wohnhaus am Kaiser-Wilhelm-Ring 24, in dem sich nach 1933 auch die Arztpraxis Kurt Frankensteins befand, wurden im September 2018 im Beisein zahlreicher Mitglieder der Schlaraffia zum Andenken an den Arzt sowie an seine 1943 in Theresienstadt umgekommene Frau Susanne Margarete, seine Tochter Maria und seinen Sohn Joachim vier Stolpersteine im Rahmen des Kunst- und Denkmalprojektes des Kölner Künstlers Gunter Demnig verlegt.
Am 18. März 2019 wurde vor der ehemaligen Wirkungsstätte Kurt Frankensteins, dem Evangelischen Krankenhaus in Köln-Kalk, ein weiterer Stolperstein verlegt.
Nach dem Tod von Kurt Frankenstein musste seine Witwe die geräumige Wohnung im Kaiser-Wilhelm-Ring aufgeben und zog in eine kleinere Wohnung in die Machabäerstraße. Den Kindern gelang 1939 die Flucht aus Deutschland: Der Sohn emigrierte mit seiner Frau 1939 über Schottland in die USA, die Tochter Maria flüchtete nach Großbritannien. Für sie wurde am 18. März 2019 vor ihrer ehemaligen Schule, der Königin-Luise-Schule, ein weiterer Stolperstein verlegt.
Susanne Frankenstein konnte sich nicht zu einem Verlassen von Köln entschließen. Sie musste 1942 ihre Wohnung aufgeben und wurde in das Lager Fort V nach Müngersdorf eingewiesen. Von hier wurde sie am 15. Juni 1942 ins Ghetto Theresienstadt deportiert, wo sie am 21. März 1943 starb.

### Bilder der Stolperstein-Verlegung vor seiner Wohnadresse Kaiser Wilhelm Ring 24

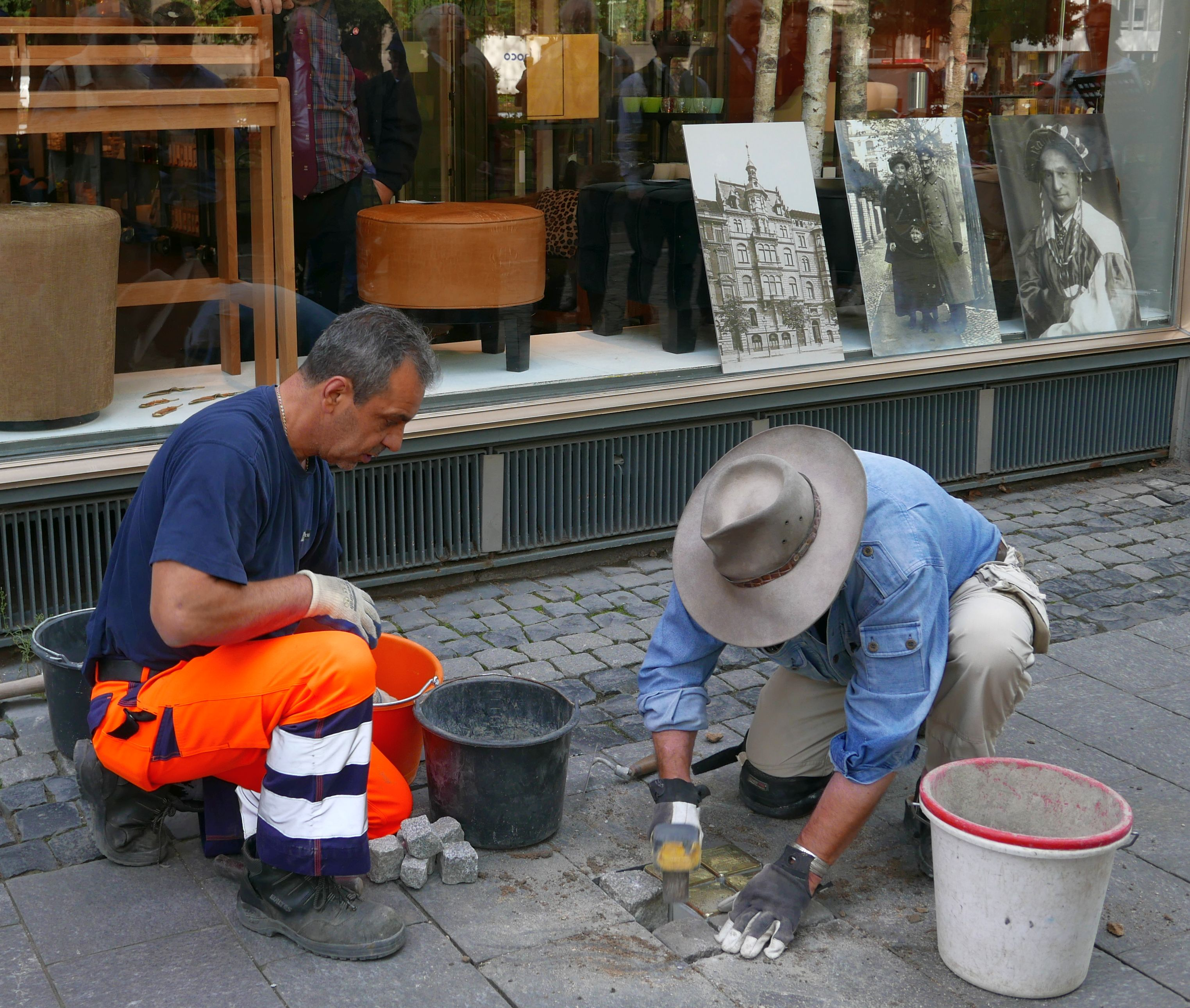
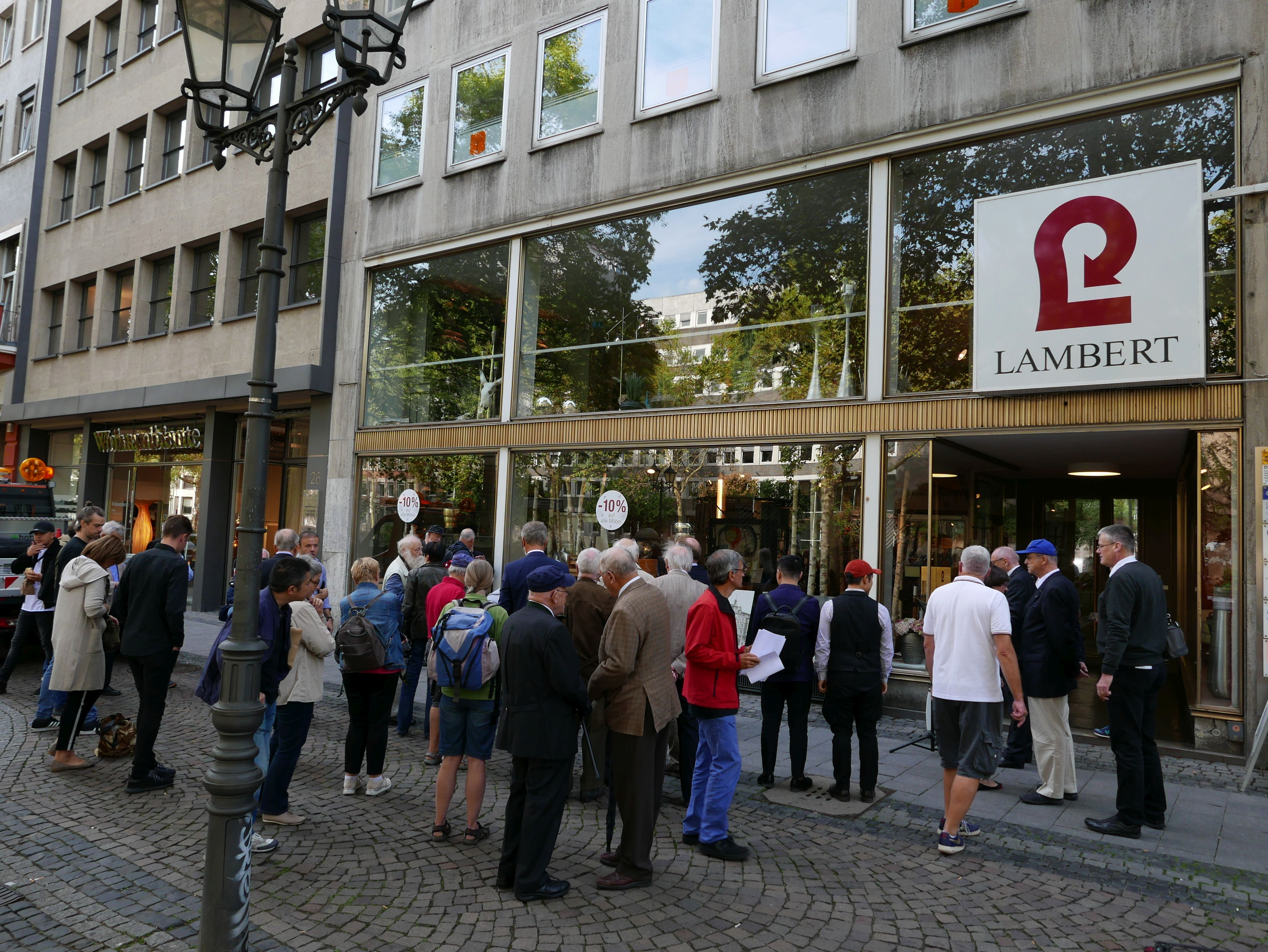
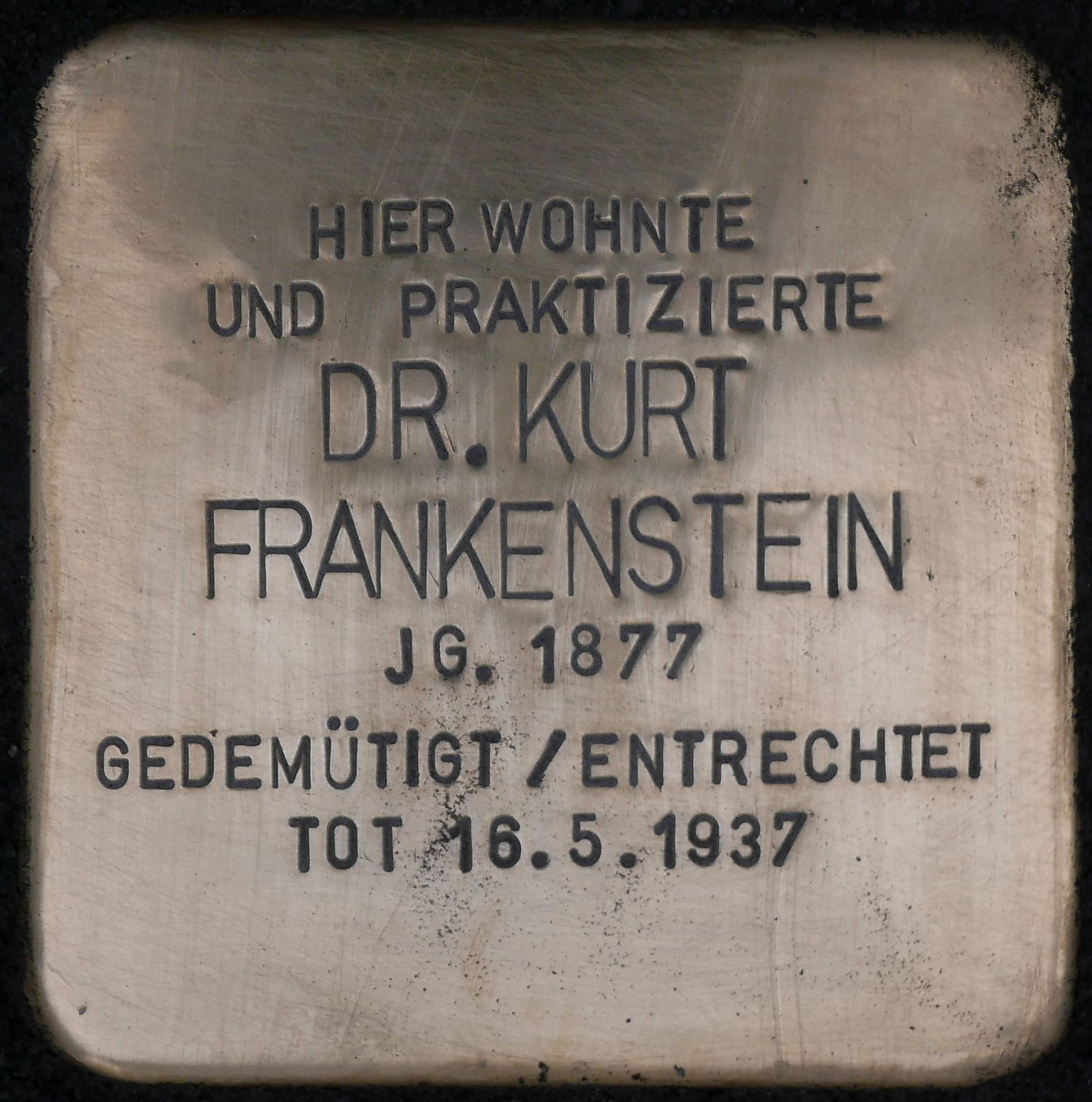
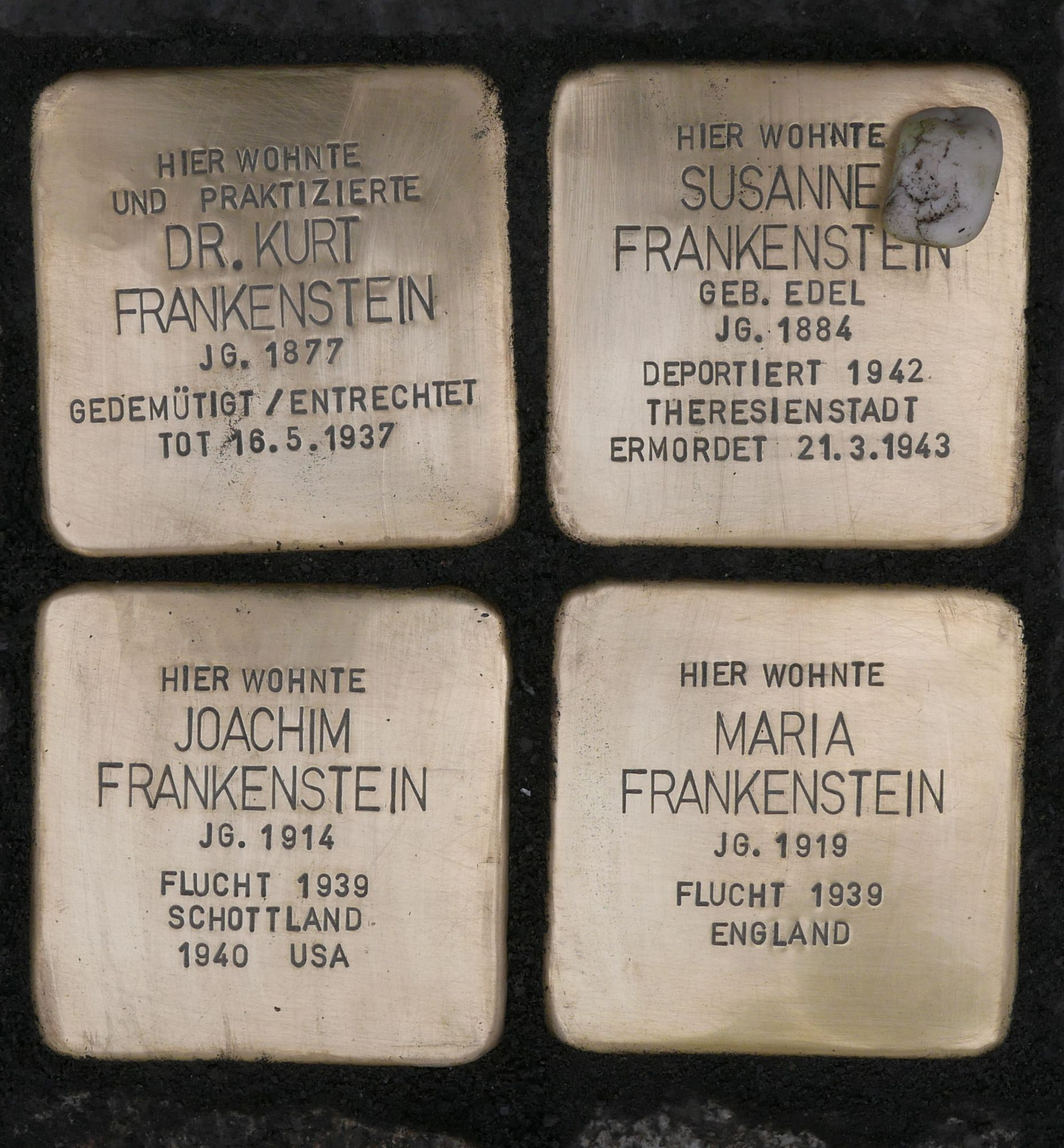
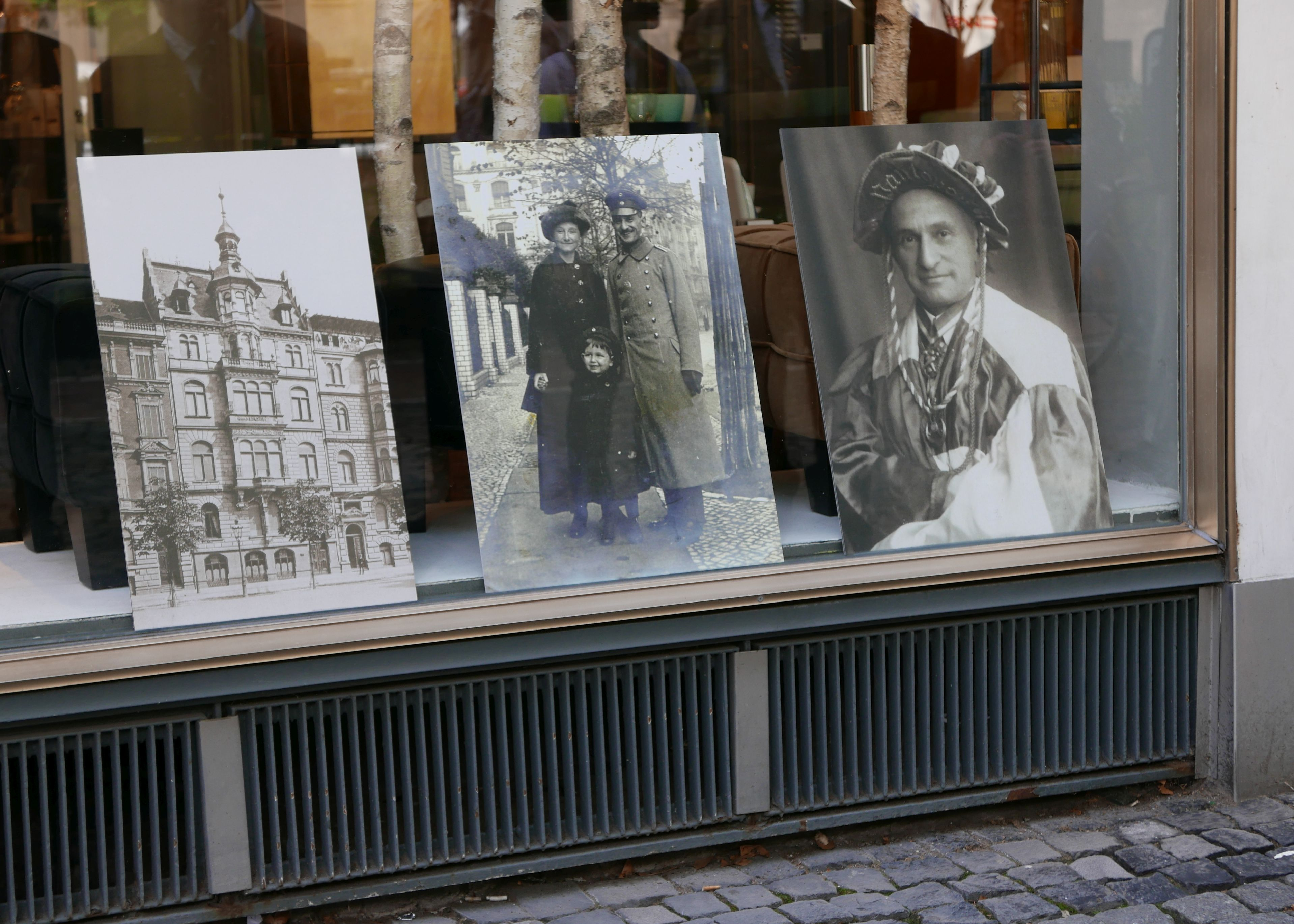

## Werke von Kurt Frankenstein (Auswahl)
- Zum Bau der normalen Uterusschleimhaut, Dissertation, 1900
- Über die künstliche Blasenfüllung bei gynäkologischen Operationen, insbesondere bei Laparotomien, als Mittel zur Verhütung nachfolgender Harnverhaltung und zur Ausschaltung toter Räume im Becken, 1906
- Ueber die Bedeutung der Resectio uteri bei Myomen zur Erhaltung der Menstruation nach der Operation, 1907
- Über die klinischen Erfahrungen mit der Vaporisation, 1908
- Ueber vollkommenen Verschluß der Vagina, 1908
- Kritische Bemerkungen zur Frage der subkutanen Infusionen bei Eklampsie, 1910
- Über den gegenwärtigen Stand der Placenta praevia-Therapie, 1911
- Zur Schnittführung bei Appendixoperationen, 1912
- Zur instrumentellen Dilatation des introitus vulvae, 1913
- Ein Beitrag zur Ballonbehandlung mit tierischen Blasen, 1914
- Subkutane Applikation von peristaltikbefördernden Mitteln in der Nachbehandlumg nach gynäkologischen Laparatomien, 1915
- Der Einfluss der Krankheiten auf das Wachstum der Frühgeburten von der Geburt bis zum 9. Lebensjahre, 1920
- Spätfolgen einer Sondenperforation des Uterus, 1929
- Praktische Bemerkungen zur Pernoctonfrage, 1932